# Corto Maltese i Etiopien
Corto Maltese i Etiopien (fransk originaltitel: Les Éthiopiques) är ett seriealbum med fyra Corto Maltese-berättelser. Det publicerades i albumform första gången 1978, av Casterman och på franska. Historierna hade då ursprungligen publicerats 1972 och 1973, i olika nummer av tidningen Pif Gadget.
De fyra berättelserna utspelar sig i Jemen och Östafrika, under sommaren och hösten 1918 och i skuggan av första världskriget. Albumet har översatts till ett antal språk och kom 2010 i svensk översättning.

## Handling

### Fyra olika historier
(numreringen följer händelseföljden i Corto Malteses liv)
- 22. – "I Guds, den barmhärtiges, namn" (originaltitel: "Au nom d'Allah le miséricordieux)
- 23. – "Nådastöten" ("Le Coup de grâce")
- 24. – "… En annan Romeo och en annan Julia" ("Et d'autres Roméos et d'autres Juliettes")
- 25. – "Leopardmännen från Rufiji" ("Les Hommes-léopards du Rufiji")

### Handlingsutvecklingen
Detta albums historier ska utspela sig under sommaren och hösten 1918. Det tar vid där Corto Maltese efter föregående volyms berättelser (se Les Celtiques) tröttnat på skyttegravskriget i Europa; bland annat får han se bevittna hur Manfred von Richthofen blir nedskjuten i april.
Corto dyker en månad senare upp vid Röda havet, först på den östra sidan där Osmanska riket med näbbar och klor försöker försvara sina arabiska besittningar från britternas angrepp. Corto är bland annat i lag med den unge afariern Cush. Detta albumets inledningsavsnitt inleds med de fyra första verserna ur Koranens 93:e sura – "Middagssolen".
I nästa episod har han den 13 september tagit sig över Röda havet till Cush' hemtrakter, här beskrivet som Brittiska Somaliland. Historien, som inleds av ett långt citat ur en text av Arthur Rimbaud, består delvis av ett långt samtal mellan Corto och kapten Bradt i King's African Rifles, britternas östafrikanska armekår. Rebellangrepp och diskussioner omkring irländarnas pågående frihetskamp är två teman. 
Albumets tredje historia kretsar mest kring den afariske häxmästaren Shamaël. Den första texten i episoden är ett citat ut Koranens 30:e sura – "Venetianarna" ("Grekerna").
Den sista berättelsen i albumet utspelar sig i Tyska Östafrika, eller det som åtminstone fram till 1915 var tyskt territorium. Det året invaderade brittiska styrkor den tyska kolonin, och bland annat sänkte man den tyska kryssaren SMS Königsberg. Fartygsvraket vid en krök av Rufijifloden samt de märkliga "leopardmännen" är viktiga teman i historien, som dock avslutas med Corto blir inblandad i mordet på en tysk sergeant; han frias den 28 oktober från mordanklagelser, varefter han lämnar Afrika och i nästa serieavsnitt (se Corto Maltese i Sibirien) syns i Hongkong.
De fyra historierna i albumet har kampen mellan kolonialmakter och inhemska trosuppfattningar som huvudmotiv.

## Utgivningshistorik

### Förpublicering
Albumets fyra historier publicerades i franska serietidningen Pif Gadget under 1972 och 1973, som del av deras pågående publicering av de olika äventyrshistorierna med äventyraren Corto Maltese i huvudrollen.
Dessa fyra historier kom att bli de sista Corto Maltese-historierna i tidningen, som i övrigt tryckte mer traditionella barn- ungdomsserier. Nästa albumhistoria i serien – Corto Maltese i Sibirien – kom att förpubliceras i italienska Linus med ojämna mellanrum under en fyraårsperiod (1974–1977). Samtidigt började serien utkomma i albumform i både Italien och Frankrike, och Pratts litterärt hållna vuxenserie påverkade också franska Casterman till att 1977 starta en serietidning – À Suivre.

### Tidiga albumutgåvor
De fyra serieavsnitten gavs 1978 ut av fransk-belgiska Casterman i albumform. Volymen var del av albumkollektionen Les Grands romans de la bande dessinée (de stora serieromanerna), som tillsammans med nystartade tidningen À Suivre ingick i förlagets satsning på en litterär variant av vuxenserier. Corto Maltese i Etiopien kan antingen ses som en novellsamling (eftersom de fyra berättelserna mest har huvudpersonen gemensam) eller som en serieroman (bestående av fyra löst sammanfogade kapitel).
Albumet trycktes i svart-vitt och i mjuka pärmar. De 80 seriesidorna, liksom kapitelindelningen, bidrog dock till att särskilja volymen från traditionella fransk-belgiska seriealbum.

### Senare utgåvor och översättningar
Senare har albumet återutgivits i färg. Flera olika färgläggningar finns, där den första från 1980 var av Anne Frognier (gift med Hugo Pratt 1963–1970). En senare färgläggning är av Patrizia Zanotti.
Albumet har översatts till ett antal olika språk. 2010 kom albumet i svensk översättning, på Kolik förlag och i Zanottis färgversion. Före seriesidorna bifogades ett 19 sidor långt inledningsblock med  texter och bilder omkring tidsepoken (Östafrika under tidigt 1900-tal). Det svenska albumet har titeln Corto Maltese i Etiopien, vilket står på albumets fram- och baksida. Både smutssida och titelsida presenterar dock det hela som Corto Maltese – Etiopierna, samtidigt som den mer kortfattade titeln på bokryggen är Corto Maltese.

## I andra medier
Tre av albumets historier har bearbetats till animerad film. De ingår i den filmproduktionen av Richard Danto och Liam Saury, där det i början av 00-talet släpptes en animerad film i långfilmsformat efter Corto Maltese i Sibirien (svensk filmtitel: Äventyraren Corto Maltese). Den franskproducerade animationen täckte alla albumets historier utom den första.
Dessa tre kortfilmer har givits ut på DVD i bland annat Frankrike och Sverige. DVD-utgivningen om sammanlagt sju DVD-skivor samlar alla de animerade Corto-historierna utom den sibiriska historien; den svenska DVD-boxen har dock endast med engelsk (!) dubbning. 

## Bildgalleri
I bildgalleriet nedan illustreras fyra teman från de fyra berättelserna.

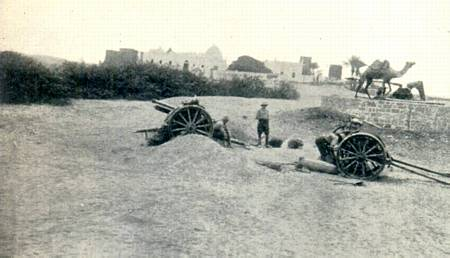
22. I Jemen stod kampen mellan turkar och britter.
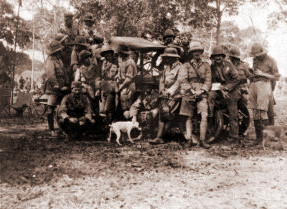
23. King's African Rifles, brittiskt regemente i Östafrika.
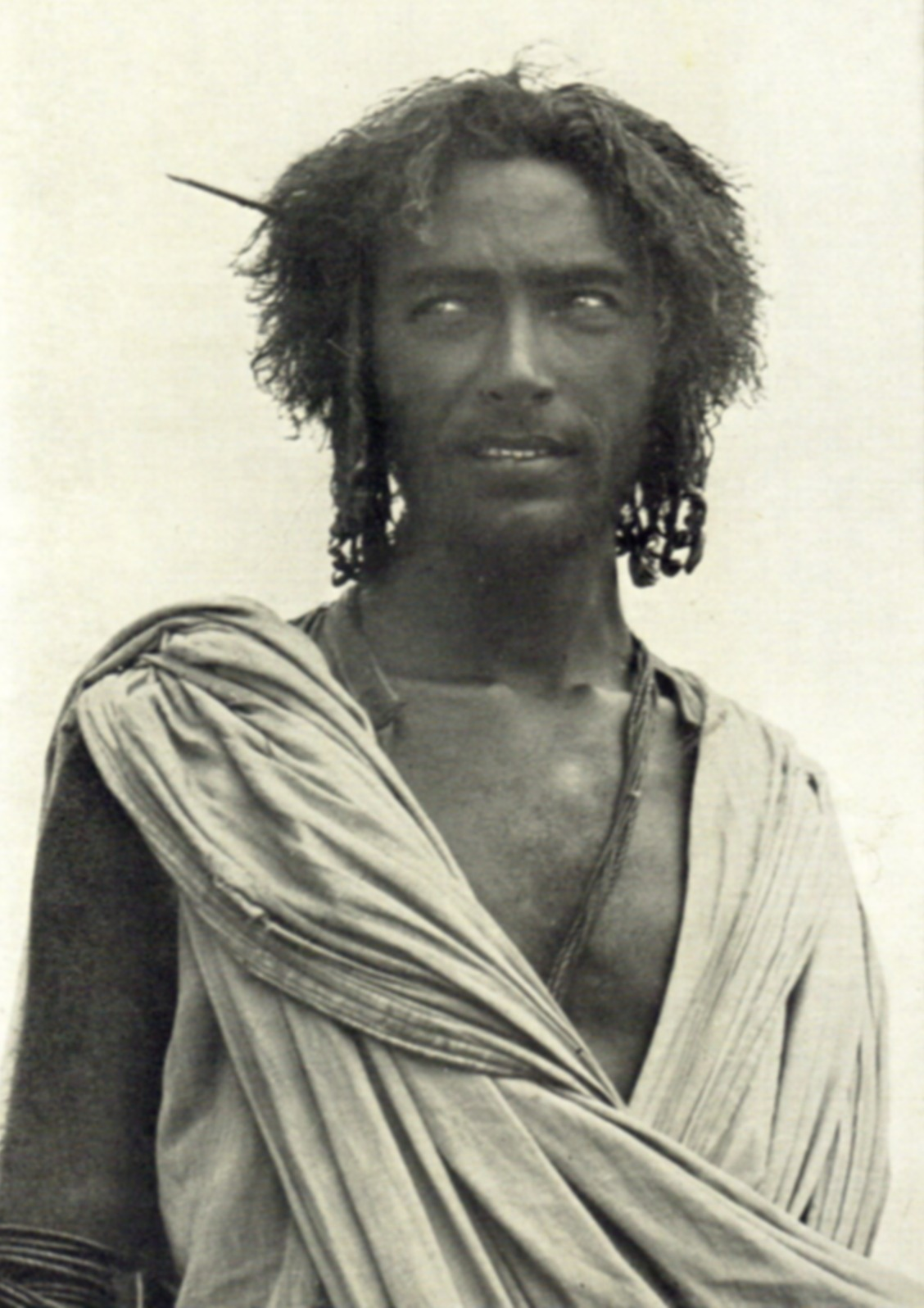
24. Afar, ett av folken på Afrikas horn.
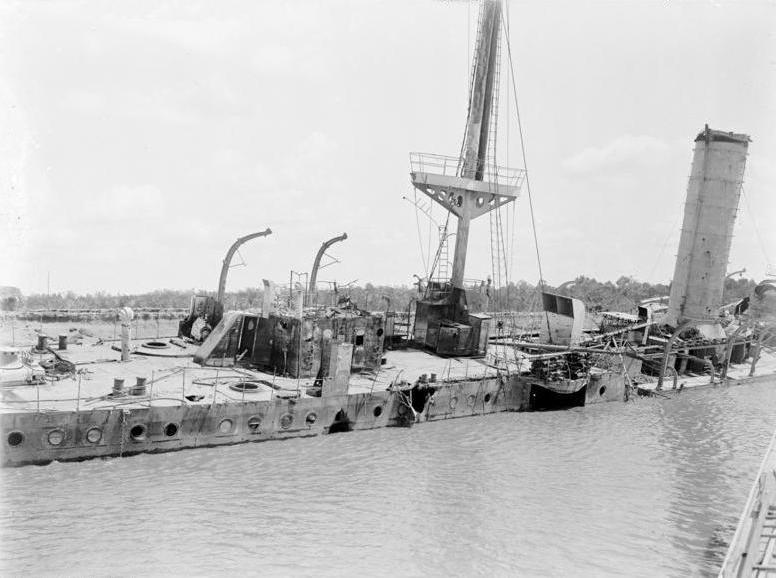
25. SMS Königsberg, tysk kryssare sänkt 1915.